# Павлов, Олег Олегович
Оле́г Оле́гович Па́влов (16 марта 1970, Москва — 7 октября 2018, там же) — российский писатель и очеркист.

## Биография и творчество
После окончания школы работал, был призван в армию и проходил службу в конвойных войсках Туркестанского военного округа, был комиссован по состоянию здоровья.
Литературный дебют — во многом автобиографический цикл рассказов «Караульные элегии», опубликованный в 1990 году журналом «Литературное обозрение»: история о жизни зоны, взгляд со стороны охранника.
О том, что побудило его писать, Павлов говорит в своей автобиографии: «Духовно повлиял Андрей Платонов. Повлияло то, что читая „Архипелаг Гулаг“ Солженицына, который открыт был тогда для прочтения „Новым миром“, наткнулся на описание Карабаса, того лагеря, где служил…»
Был принят в Литературный институт и окончил его заочное отделение (семинар прозы Н. С. Евдокимова).
В 1994 году в журнале «Новый мир» опубликовал свой первый роман «Казённая сказка», который принёс молодому автору громкий литературный успех и признание старших собратьев по перу, «живых классиков» Виктора Астафьева и Георгия Владимова. Вышедший тремя годами позже роман «Дело Матюшина» подвергся критике. История лагерного охранника, ставшего убийцей, рассказанная с предельной психологической достоверностью, была воспринята как вызов «культурному обществу» с его новой интеллектуальной свободой и моралью. То, о чём писал Павлов, и до этого вызывало немало споров, хотя писатель был далёк от какой бы то ни было идеологии, призывая только к состраданию. Ещё ранее «Литературная газета» опубликовала на своих страницах рассказ «Конец века» о тех, кто «обречён в современном обществе только на смерть». Основой рассказа послужил реальный случай: работая в обыкновенной больнице, Павлов видел своими глазами, как погибали на санобработке бездомные, которых привозили с московских улиц. Однако христианский пафос его прозы и публицистики, обнажавших до предела мир страданий человеческих, звучал как протест, в котором одни видели правдивое свидетельство о жизни, а другие «чернушный пасквиль».
После публикации в 1998 году в газете «Завтра» статьи «Тотальная критика», в которой Павлов более чем резко высказался о тех, «у кого не хватило таланта, ума, совести, чтобы быть художниками, но кто судит художников», в литературной среде произошла показательная переоценка его творчества.
Писатель обращался к автобиографическим темам. В эти годы опубликованы его рассказы «Сны о себе», «Яблочки от Толстого», повесть «Школьники», роман «В безбожных переулках». Новым поводом для споров о его творчестве стала повесть «Карагандинские девятины», опубликованная в 2001 году, — заключительная часть трилогии «Повести последних дней» (в переводах на иностранные языки «Русская трилогия»). За это произведение Олегу Павлову единогласным решением жюри под председательством Владимира Маканина присуждена литературная премия «Русский Букер». Но выдвижение писателя на Государственную премию было блокировано.
Как публицист, после Солженицына, опубликовавшего «Россию в обвале», в своих первых же остросоциальных очерках Олег Павлов не побоялся поставить перед собой ту же задачу: «запечатлеть, что мы видели, видим и переживаем». Александр Исаевич Солженицын доверил Павлову публикацию и комментарии к части писем, адресованных в его фонд в начале 1990-х годов — а он увидел и показал эту трагическую панораму народной жизни в своей работе «Русские письма». Эти очерки и эссе вошли в книги «Русский человек в XX веке» и «Гефсиманское время». В то же время Павлов выступал с литературной критикой, став автором таких работ, как «Метафизика русской прозы», «Русская литература и крестьянский вопрос», сборника «Антикритика».
Но с 2004 года писатель отстранился от участия в литературной жизни, почти не публиковался в периодической печати, а его имя было окружено молчанием.
Только через несколько лет его книги начали выходить в издательстве «Время», в котором с 2007 года издаётся авторская серия «Проза Олега Павлова». После долгого перерыва в ней же в 2010 году увидел свет новый роман Олега Павлова «Асистолия» (журнальная версия опубликована журналом «Знамя» годом ранее). По мнению критиков, наполненный множеством трагических жизненных ситуаций, роман вызывает эмоциональный шок, но тем не менее стал одним из главных литературных событий и привлёк внимание читателей, выдержав сразу же несколько изданий. Продолжила эту серию изданная почти через 16 лет после написания книга «Дневник больничного охранника» — хроника приёмного отделения обыкновенной московской больницы, через которое, как пишется в аннотации, «перед глазами её автора прошли, наверное, тысячи человеческих судеб».
Лауреат литературных премий журналов «Новый мир» (1994), «Октябрь» (1997, 2001, 2007), «Знамя» (2009).
В 2012 году «за исповедальную прозу, проникнутую поэтической силой и состраданием; за художественные и философские поиски смысла существования человека в пограничных обстоятельствах» Олегу Павлову присуждена премия Александра Солженицына.
В 2017 году награждён литературной премией «Angelus», присуждаемой авторам из Центральной Европы, чьи работы берутся за темы, наиболее актуальные для сегодняшнего дня, чтобы побудить к размышлению и углублению знаний о мире других культур.
Произведения писателя переводились на английский, французский, китайский, итальянский, голландский, польский, венгерский, хорватский языки.
Член ПЕН-Клуба (Word Association of Writers PEN Club). Преподавал на кафедре литературного мастерства Литературного института им. А. М. Горького. Умер 7 октября 2018 года на 49-м году жизни от инфаркта. Прощание с Павловым прошло 9 октября в 12:00 в Больничном храме святого благоверного царевича Димитрия в Москве.

## Литературные премии и награды
- 1995 — премия журнала «Новый мир»
- 1997, 2002 — премия журнала «Октябрь»
- 2009 — премия журнала «Знамя»
- 2002 — премия «Русский Букер»
- 2012 — премия Александра Солженицына
- 2017 — премия «Angelus»

## Интервью
- О роли писателя в жизни современной России, исповедальной прозе и «писателях-оппозиционерах» // Частный корреспондент, 2012 г.
- Интервью Олега Павлова проекту «Неудобная литература», 2011 г.
- «Мы рождаемся для страданий», «Литературная Россия», 2010 г.
- «Книги — это молчащие друзья», «Российская газета», 2010 г.
- Интервью Олега Павлова литературно-философскому журналу «Топос», 2005 г.
- Беседа с Т. Бек для журнала «Вопросы литературы», 2003 г.
- Интервью Олега Павлова «Русскому журналу», 2002 г.
- Фильм-интервью «Портрет писателя», 2018 г.